# دينيس سولوفيوف
دينيس سولوفيوف (بالروسية: Соловьёв, Денис Владимирович)‏ هو لاعب كرة قدم روسي في مركز حراسة المرمى، ولد في 18 أغسطس 1977 في فولغوغراد في روسيا. لعب مع موردوفيا سارانسك ونادي بترولول بلويشتي ونادي كايرات.